# جی سگ کوچک
جی سگ کوچک یک ستاره است که در صورت فلکی سگ کوچک قرار دارد.